# Oblivionsklausel

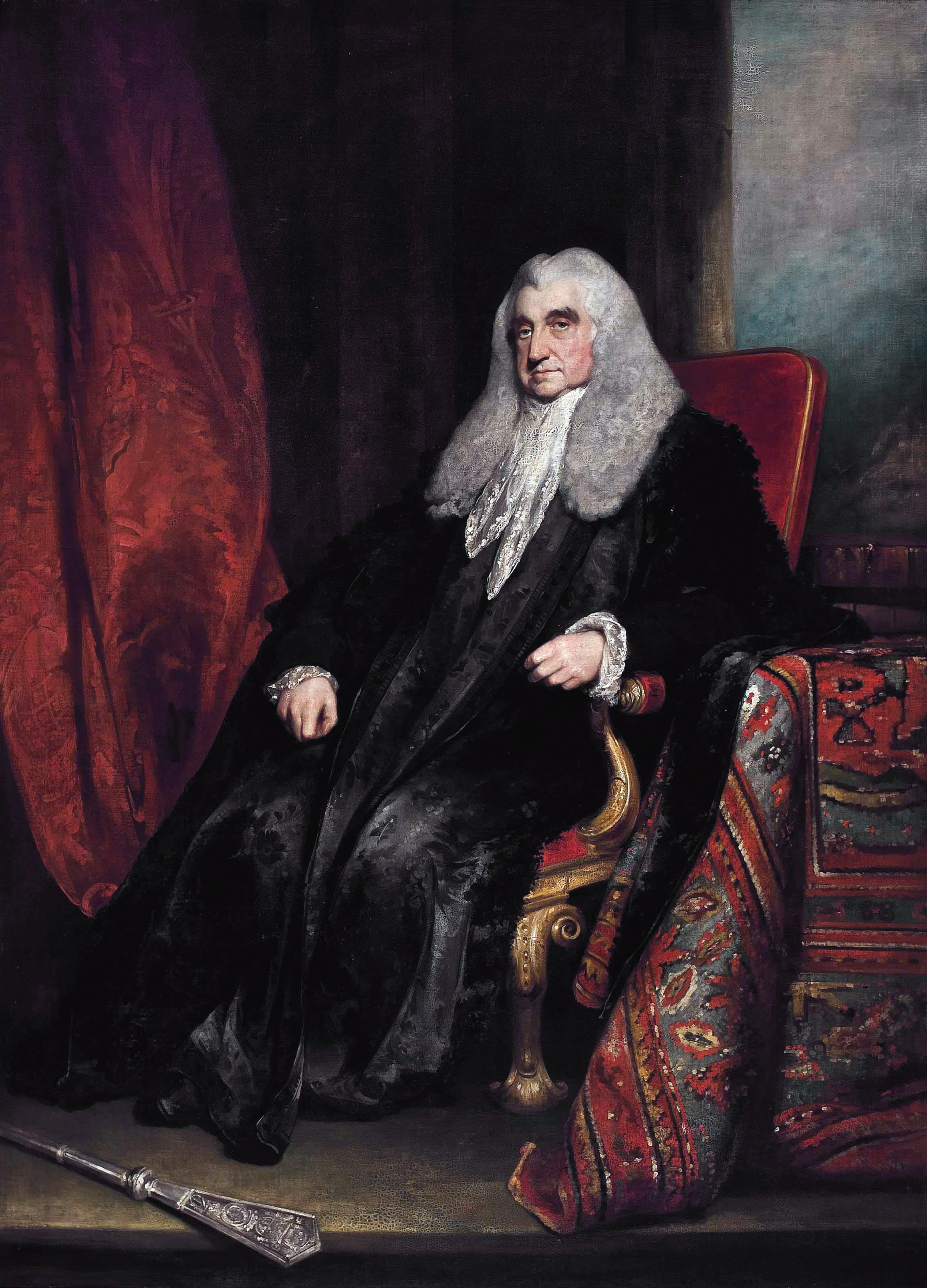
Sir William Scott, 1. Baron Stowell (1745–1836)

Die Oblivionsklausel (von lateinisch oblivisci für vergessen), auch Amnestieklausel, war Element vieler europäischer Friedensverträge in der Neuzeit. Sie besagte, dass nach einem Krieg beide Seiten das Kriegsgeschehen vergeben und vergessen würden (Il aura un oubli général.). Auch die Ursachen und Folgen des Krieges sollten keinen Anlass zu weiteren Streitigkeiten geben.
Diese Regel wurde 1813 von Lord Stowell als allgemeingültiger Grundsatz formuliert: „A treaty of peace is ... an agreement to waive all discussion concerning the respective rights of the parties, and to bring in oblivion all the original causes of the war.“ Die wechselseitige Amnestie wurde als das Wesen des Friedens aufgefasst: „In amnestia consistit substantia pacis.“ Entsprechende Klauseln finden sich beispielsweise im Frieden von Utrecht (1713) oder in den Verträgen von Versailles von 1783.
Im 19. Jahrhundert verlor die Oblivionsklausel im europäischen Völkerrecht stark an Bedeutung. Das Ende der Klausel leiteten die Pariser Vorortverträge nach dem Ersten Weltkrieg (1919 und 1920) ein. Nach dem neuen völkerrechtlichen Verständnis konnten Staaten sowohl für ihre Kriegsverbrechen als auch für die Schuld am Kriegsausbruch verantwortlich gemacht werden.
Insbesondere seit dem Zweiten Weltkrieg sind Vergangenheitsbewältigung und Erinnerungskultur der „Leitcode für eine demokratische Gesellschaft.“